# Kolkkopyykki
Kolkkopyykki är ett gränsmärke mellan landskapen Södra Savolax och Södra Karelen och kommunerna Puumala och Ruokolax i Finland.. Det ligger i den södra delen av landet, 240 km nordost om huvudstaden Helsingfors. Kolkkopyykki ligger 105 meter över havet.

## Omgivningar
Terrängen runt Kolkkopyykki är platt. Runt Kolkkopyykki är det mycket glesbefolkat, med 5 invånare per kvadratkilometer. I omgivningarna runt Kolkkopyykki växer i huvudsak blandskog.